# Stefano Attruia
Stefano Attruia (Trieste, 4 giugno 1969) è un ex cestista italiano.

## Carriera

Attruia nel 1988-89 alla Standa Reggio Calabria

Nato da madre barese ma originaria di Scafati e padre camerunese, è cresciuto nelle squadre giovanili della Don Bosco Trieste.
Playmaker di buona agilità e furbizia, ha giocato, girovagando un po' ovunque, con Viola Reggio Calabria, Virtus Roma, Libertas Pallacanestro Livorno, Libertas Forlì, AEK Atene, Fortitudo Bologna, Scavolini Pesaro, Olimpia Milano, Roseto Basket, Real Madrid, Virtus Bologna, Pallacanestro Reggiana.
Nella stagione 2005-06 è arrivato a metà campionato all'Everlast Firenze in Serie B d'Eccellenza.
Ha collezionato alcune presenze, agli inizi degli anni novanta, nella nazionale italiana di pallacanestro.

## Palmarès
- Coppa Korać: 1

Virtus Roma: 1991-92
- Coppa Italia: 1

Fortitudo Bologna: 1998